# Osečina
Osečina (izvirno srbsko Осечина) je naselje v Srbiji, ki upravno spada pod Občino Osečina; slednja pa je del Kolubarskega upravnega okraja.

## Demografija
V naselju živi 2426 polnoletnih prebivalcev, pri čemer je njihova povprečna starost 35,5 let (34,8 pri moških in 36,3 pri ženskah). Naselje ima 984 gospodinjstev, pri čemer je povprečno število članov na gospodinjstvo 3,22.
To naselje je, glede na rezultate popisa iz leta 2002, večinoma srbsko, a v času zadnjih 3 popisov je opazen porast števila prebivalcev.
|  |

| Demografija | Demografija     | Demografija     |
| Leto        | Št. prebivalcev | Št. prebivalcev |
| ----------- | --------------- | --------------- |
|             |                 |                 |
|             |                 |                 |
|             |                 |                 |
|             |                 |                 |
| 1948        | 584             |                 |
| 1953        | 667             |                 |
| 1961        | 808             |                 |
| 1971        | 1026            |                 |
| 1981        | 1922            |                 |
| 1991        | 2934            | 2844            |
| 2002        | 3338            | 3172            |
|             |                 |                 |

| Etnična sestava po popisu iz leta 2002 | Etnična sestava po popisu iz leta 2002 | Etnična sestava po popisu iz leta 2002 | Etnična sestava po popisu iz leta 2002 | Etnična sestava po popisu iz leta 2002 |
| -------------------------------------- | -------------------------------------- | -------------------------------------- | -------------------------------------- | -------------------------------------- |
| Srbi                                   | Srbi                                   |                                        | 3.138                                  | 98,92%                                 |
| Črnogorci                              | Črnogorci                              |                                        | 9                                      | 0,28%                                  |
| Jugoslovani                            | Jugoslovani                            |                                        | 4                                      | 0,12%                                  |
| Hrvati                                 | Hrvati                                 |                                        | 3                                      | 0,09%                                  |
| Makedonci                              | Makedonci                              |                                        | 2                                      | 0,06%                                  |
| Rusini                                 | Rusini                                 |                                        | 1                                      | 0,03%                                  |
| Nemci                                  | Nemci                                  |                                        | 1                                      | 0,03%                                  |
| Neznano                                | Neznano                                |                                        | 8                                      | 0,25%                                  |